# كاسينو
كاسينو (بالإنجليزية: Cassino)‏ هي مدينة إيطالية يبلغ عدد سكانها حوالي 32500 نسمة وتقع في مقاطعة فروزينوني في منطقة لاتسيو في جنوب إيطاليا.
يبلغ عدد سكان كاسينو 36,512 اعتبارًا من فبراير 2017،  مما يجعلها ثاني أكبر مدينة في المقاطعة.

## السكان
في سنة 1861 بلغ عدد السكان 7٬929 نسمة، وتطور العدد ليصل في سنة 2018 لـ 36٬497 نسمة.
يظهر هذا المخطط البياني تطور النمو السكاني لـ كاسينو

## تاريخ
كانت مدينة كاسينو سابقًا قرية سان جيرمانو. تقع في مقاطعة نابوليتان في منطقة كامبانيا، وتنتمي إلى مقاطعة تقع في مقاطعة نابوليتان في منطقة كامبانيا، وتنتمي إلى مقاطعة تيرا دي لافورو في بروفنسيا دي كاسيرتا. في بروفنسيا دي كاسيرتا.
تكمن أصول كاسينو في مستوطنة فولكان في كازينوم، التي تقع على قمة تل كاسينو بالقرب من مونتي كايرو، على بعد خمسة كيلومترات إلى الشمال. مرت كاسينو تحت سيطرة الأوسكان والسامنيون، ولكن الرومان في نهاية المطاف سيطروا على كاسينو، وإنشاء مستعمرة محصنة هناك في 312 قبل الميلاد.

## الجغرافيا
تقع مدينة كاسينو على بعد 80 كم شمال غرب نابولي، و 121 كم من روما، و 17 كم غرب فينافرو (حيث توجد مقبرة عسكرية فرنسية مؤلفة من 4578 قبراً).
تقع عند سفح جبل كاسينو، الشرقاً، وفي أعلها دير مونتي كاسينو الإقليمي. وتنتمي إلى الجزء الجنوبي من إيطاليا، وميزوجيونو.

## المناخ
بسبب موقعها على الوادي، غالبًا ما تكون كاسينو ضبابية في فصل الشتاء، مع هطول الأمطار البارد. الصيف عادة ما يكون دافئًا ورطبًا.

## المعالم الرئيسية

### المواقع الاثرية
- مدينة كازينوم الرومانية

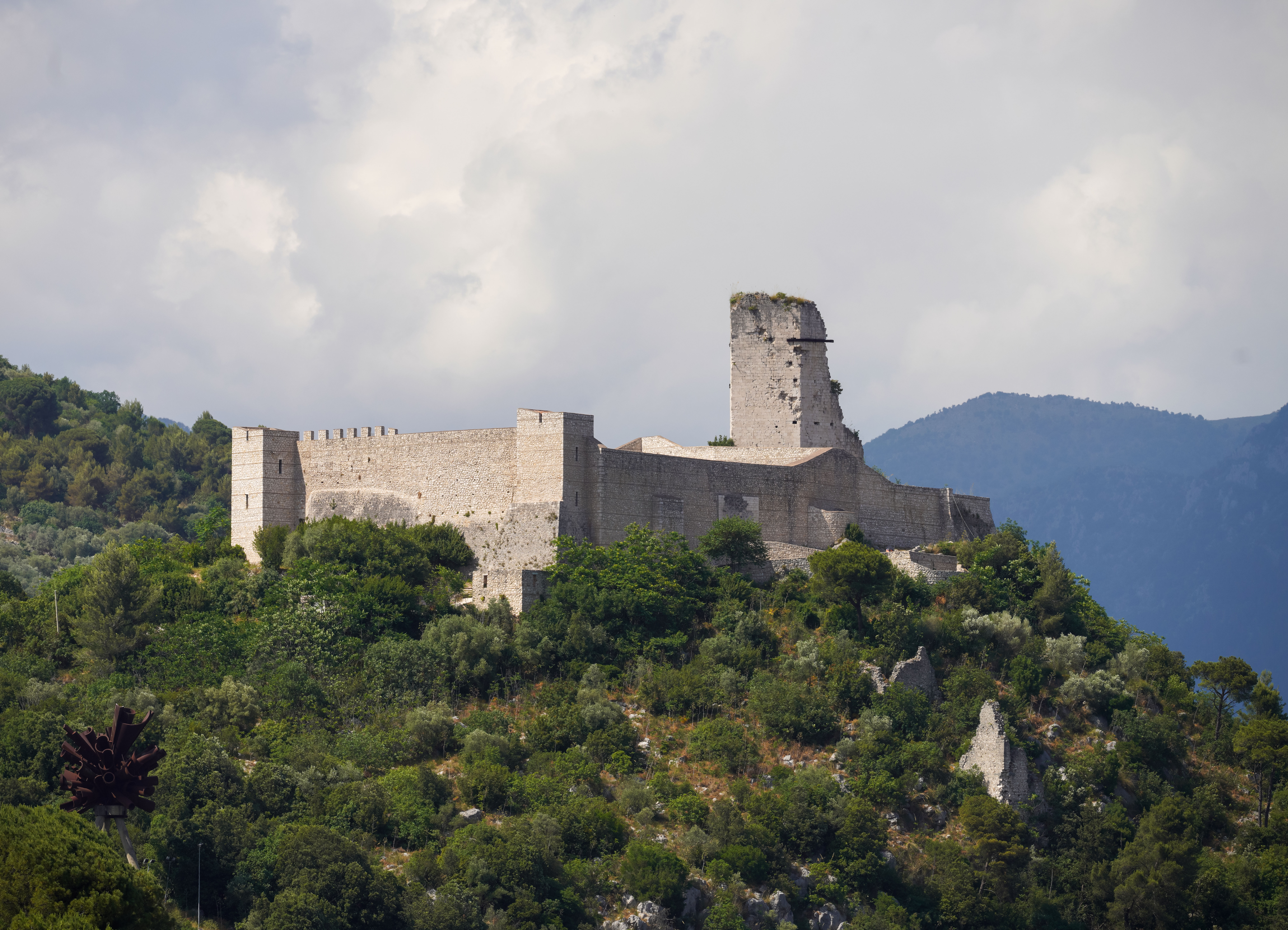
روكا جانولا.

- المسرح الروماني: لا يزال يستخدم في الصيف للمناسبات والعروض والحفلات الموسيقية.
- المدرج الروماني
- جزء من طريق لاتينا التاريخي
- ضريح أميديا كوادراتيلا
- روكا جانولا: قلعة تطل على المدينة، والتي كانت واحدة من معاقل أبي التاريخية. تم تجديده مؤخرًا، إنه غير قابل للزيارة.

### مقابر الحرب

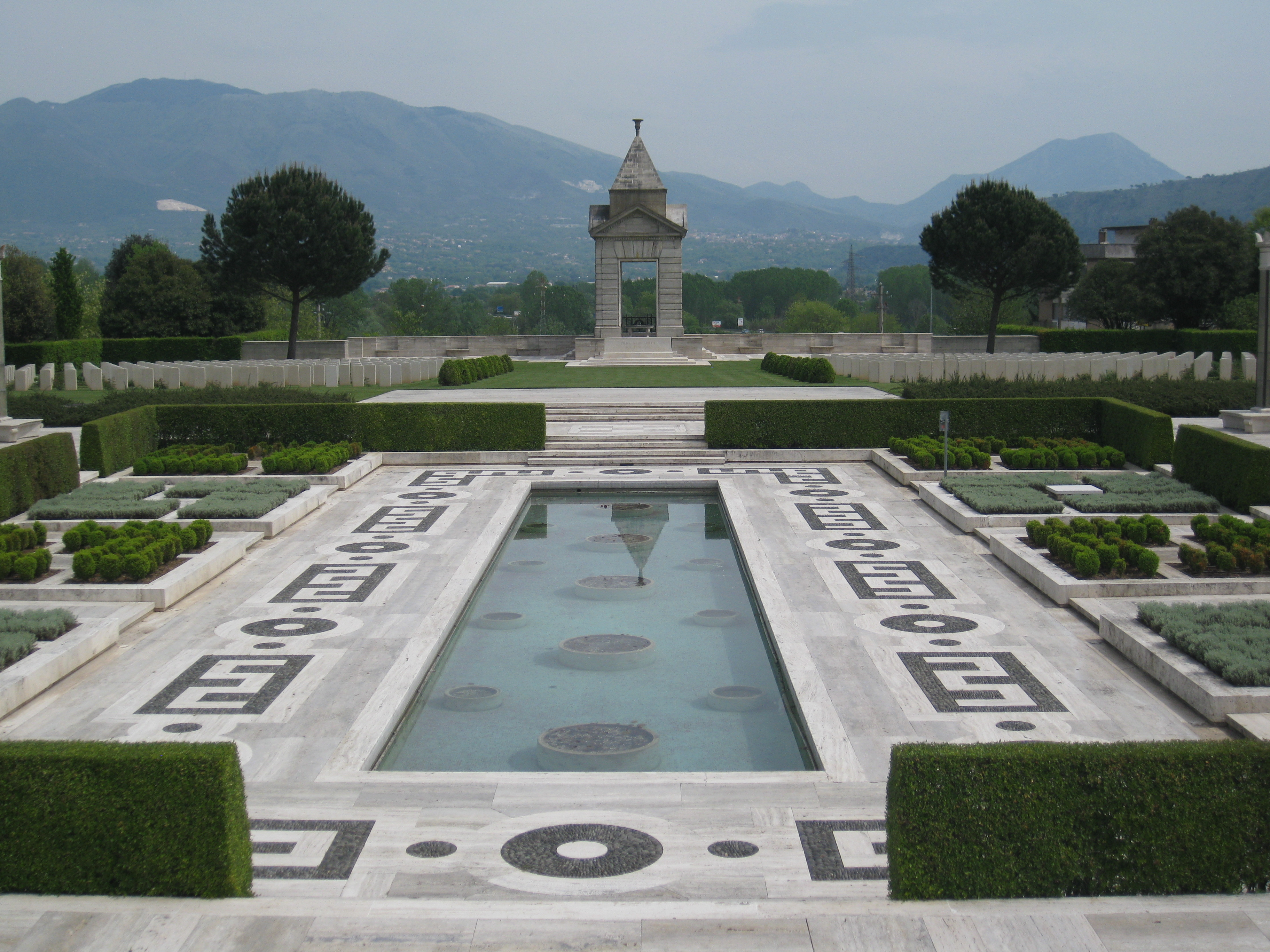
الجزء الداخلي من مقبرة حرب كاسينو.

- مقبرة حرب كاسينو
- مقبرة الحرب الألمانية
- المقبرة البولندية

### المناطق الطبيعية

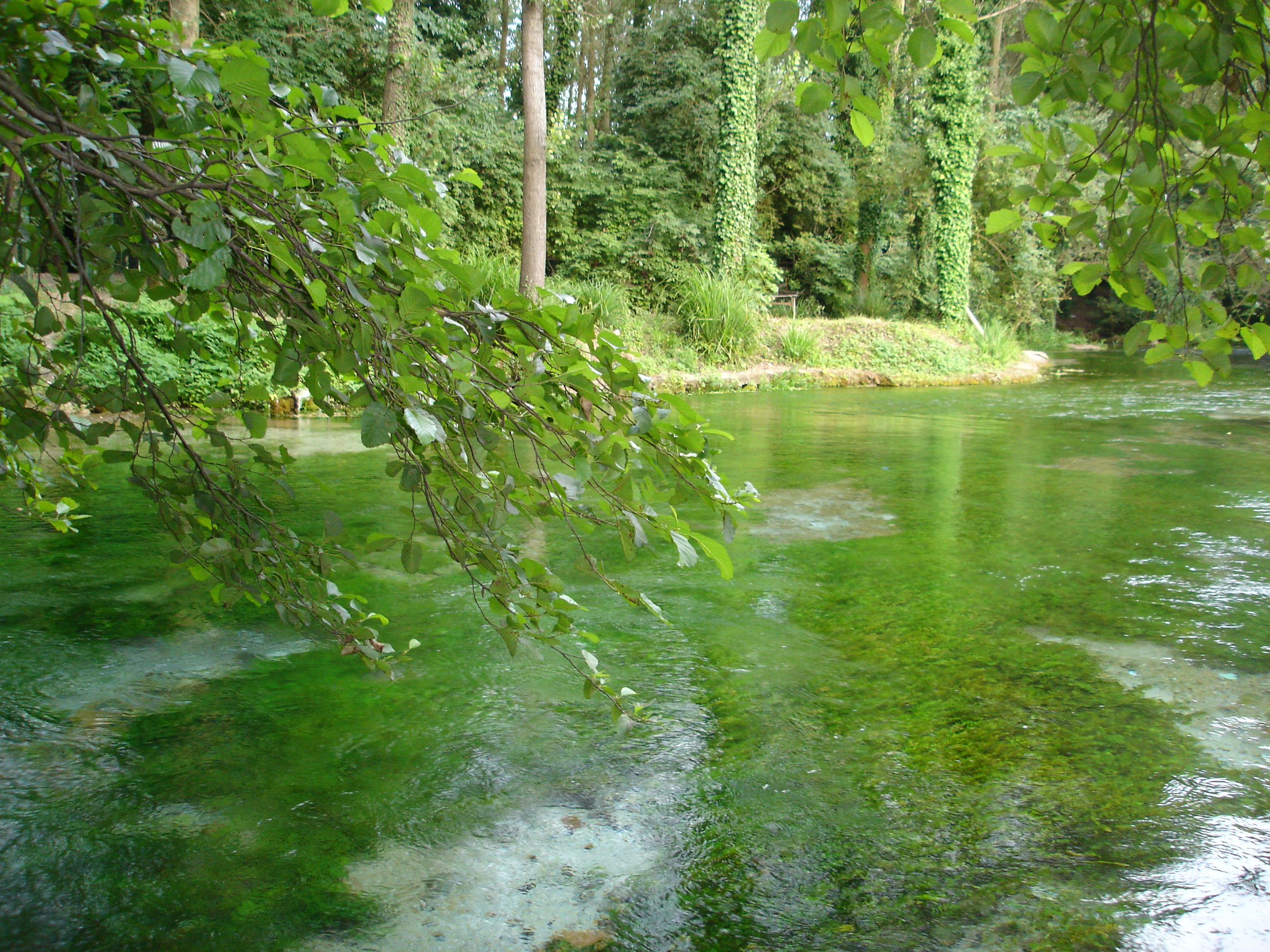
مياه الينابيع في حمامات فاروني الحرارية.

- فيلا كومونال: هي الحديقة العامة الرئيسية في المدينة.
- حديقة بادن باول: الحديقة العامة الثانية، التي تستضيف الجمعيات والأندية الرئيسية غير الربحية في المدينة.
- حمامات فاروني الحرارية: منطقة حرارية تقع فيها فيلا ماركوس تيرينتوس فارو.

## الثقافة
منذ العصور الوسطى، يرتبط تاريخ كاسينو ارتباطًا عميقًا بتاريخ دير مونتيكاسينو.

## النقل
كونها في مفترق طرق بين مناطق لاتسيو، كامبانيا، أبروتسو وموليزي، كانت كاسينو دائمًا محورًا استراتيجيًا للنقل والاتصالات.

### الطريق
- الطريق السريع A1: طريق سريع (يربط بين ميلان ونابولي).
- SS509: طريق سريع يربط بين كاسينو وفورميا (إلى الساحل) وسورا.

### السكة الحديدية
تقع بلدة كاسينو على طول خط سكة حديد روما-كاسينو-نابولي. وتربط أيضا مع ابروز وأبوليا. تنفع كايسنو من قبل محطتين:
- محطة كاسينو: افتتحت عام 1863، وهي محطة السكك الحديدية الرئيسية. و تقع في وسط المدينة.
- محطة سرفارو-فونتاناروسا: هي محطة سكة حديد تقع في الجزء الجنوبي من المدينة، والتي تخدم بشكل رئيسي المنطقة التي تسمى نافورة الوردي وبلدية سرفارو.

## المدن التوأم
توائم كاسينو مع:
- ستيجلتز-زيليندورف (حي برلين )، ألمانيا، منذ عام 1969 [6][7]
- زاموي، بولندا، منذ عام 1969
- فاليز، فرنسا، منذ عام 1974
- بولندا تيخي، بولندا، منذ عام 1977
- أوزيتشي، صربيا منذ عام 1981
- شمال يورك، كندا، منذ عام 1987
- كارلوفي فاري، جمهورية التشيك، منذ عام 1991
- أورتونا، إيطاليا، منذ عام 1991
- كازينو، أستراليا، منذ عام 1997
- كافارزيري، إيطاليا، منذ عام 1998
- سنجليا، مالطا، منذ عام 2003
- لينو، إيطاليا، منذ عام 2005
- أوليندا، البرازيل، منذ عام 2006

## اقرأ ايضاً
- معركة مونتي كاسينو
- إيطاليا

## روابط خارجية
- متحف كاسينو التاريخي  (بالإيطالية) (بالإنجليزية) (بالألمانية)

```
(بالفرنسية)
 
(بالبولندية)
```

- أخبار كاسينو (بالإيطالية)